# Przyrodnia siostra z innej planety
Przyrodnia siostra z innej planety (ang. Stepsister from Planet Weird) – amerykański film należący do kategorii Disney Channel Original Movies Polska premiera filmu miała na miejsce 29 października 2011 r. na antenie TVP1.

## Opis fabuły
Megan jest szczęśliwą nastolatką, dopóki nie orientuje się, że jej matka jest zakochana w zupełnie obcym człowieku. 
Mężczyzna ten też ma córkę w wieku Megan, Ariel. Obie dziewczyny od początku czują do siebie nie tylko niechęć, ale wręcz nienawiść. Jednak to uczucie odłożą na bok, jednocząc siły, by nie dopuścić do małżeństwa ich rodziców. 

## Obsada
- Courtnee Draper – Megan Larson
- Tamara Hope – Ariel Cola/
- Lance Guest – Cosmo Cola
- Khrystyne Haje – Kathy Larson
- Tom Wright – Cutter Colburne
- Vanessa Lee Chester – Tara Robertes
- Myles Jeffrey – Mickey Larson
- Lauren Maltby – Heather Newman
- Tiriel Mora – Fooop
- Henry Feagins – Fanul
- Caitylin Wildere – Robyn Falls